# Energy Star
Energy Star es un programa de la                  Agencia de Protección Ambiental de los Estados Unidos creado en 1992 para promover los productos eléctricos con consumo eficiente de electricidad, reduciendo de esta forma la emisión de gas de efecto invernadero por parte de las centrales eléctricas. Es muy conocido fuera de Estados Unidos porque su logotipo aparece en el arranque de la mayoría de placas madre de los ordenadores personales y en las etiquetas de certificados, normalmente acompañado por el Certificado TCO (creado por la Tjänstemännens Centralorganisation de Suecia para señalar productos que cumplen con normas ergonómicas y de consumo responsable).

## Historia
Este programa fue desarrollado por John S. Hoffman, inventor de los programas EPA, e implementado por Cathy Zoi y Brian Johnson. El programa fue pensado para ser parte de una serie de programas voluntarios, tales como luces de bajo consumo y programas para reducir las emisiones de Metano, lo que demostraría el beneficio económico y ambiental de invertir en productos de bajo consumo y facilitaría el camino para reducir las emisiones globales de gases.
Comenzó como programa de etiquetado voluntario diseñado para identificar y promover productos para el consumo eficiente de energía, y los productos de informática fueron los primeros que se etiquetaron. Se ha ampliado desde entonces a aplicaciones mayores, equipo de oficina, iluminación, electrodomésticos de línea blanca y marrón, etc. Se puede encontrar también la etiqueta en algunos nuevos edificios residenciales, comerciales e industriales.
La EPA estima que han ahorrado unos 10 000 millones de dólares en costos energéticos hasta 2004. Energy Star ha sido también la fuerza impulsora del uso extenso de semáforos con LEDs, iluminación eficiente mediante lámpara fluorescente, sistemas de ahorro de energía en equipamiento de oficina, y un consumo menor de los electrodomésticos de línea marrón (televisores, cadenas musicales, etc.) en modo espera (stand by). Este programa redujo las emisiones de CO2 en 218,4 millones de toneladas al año (MtCO2) entre 2000 y 2007, superando escenarios comerciales habituales.

## Especificaciones
Una nueva norma Energy Star para ordenadores de sobremesa se puso en marcha desde el 1 de julio de 2007. Los requisitos son mayores que en las especificaciones actuales y los diseños existentes no podrán seguir usando el logotipo hasta que se recalifiquen. Los requisitos de consumo eléctrico son ahora de un 80% o más de eficiencia en el consumo de corriente alterna. Los puntos donde se debe centrar la implementación son los modos Idle (el ordenador ejecuta sólo el sistema operativo sin programas adicionales), Sleep (no se ejecuta nada pero el ordenador puede volver al modo operativo rápidamente) y Standby (equivalente al modo de apagador por mando a distancia en un televisor, con un consumo máximo de 2 vatios).